# نبرد رفنیه
نبرد رفنیه (انگلیسی: Battle of Rafaniyya)، نبردی است در سال ۱۱۳۳ که عمادالدین زنگی حمله‌ای را برای غارت قلمروی کنت‌نشین طرابلس ترتیب داد و در رفنیه به نیروهای این کنت‌نشین را که به رهبری پونس بودند، برخورد کرد و توانست آنها را شکست داد. با وجود شکست سنگین پونس، او توانست قلمروی خود را حفظ کند.